# Damalis chelomakolon
Damalis chelomakolon là một loài ruồi trong họ Asilidae. Damalis chelomakolon được Londt miêu tả năm 1989. Loài này phân bố ở vùng nhiệt đới châu Phi.